# Маглуар Егедег
Маглуар Егедег Жуніор (фр. Eguedegue Magloire Junior; нар. 3 січня 2006, Яунде, Камерун) — камерунський футболіст, захисник клубу Вищої ліги Білорусі «Вітебськ».

## Життєпис
Вихованець футбольної академії камерунського клубу «Ренесанс». У березні 2024 року вільним агентом приєднався до білоруського «Вітебська». Дебютував за клуб 26 квітня 2024 року в матчі проти борисовського БАТЕ, в якому вийшов на поле в стартовому складі.